# Loop (пісня)
«Loop» (укр. Петля) — пісня мальтійської співачки Сари Боннічі, з якою вона представляла Мальту на Пісенному конкурсі Євробачення 2024 в Мальме, Швеція після перемоги на національному відборі MESC 2024. Пісня досягла 4 місця у чартах Мальти.

## Про пісню
«Loop» написала Сара Боннічі разом зі Себастіаном Прітчардом-Джеймсом, Кевіном Лі, Ліер Готші Енджел і Майклом Джо Сіні. В офіційній оновленій версії також згадуються Джой Деб, Ліннея Деб, Джон Еміль Йоханссон і Метью Джеймс Борг. В інтерв'ю Ервіну Юхасу з ESC Bubble Боннічі заявла, що пісня була написана спеціально для участі в конкурсі. Пізніше в іншому інтерв'ю співачка сказала, що «Loop» є «[позитивною] піснею про кохання» та про людину, яка романтично зацікавилася Боннічі, розвиток стосункив яких закінчився щасливою «петлею».
1 лютого 2024 року в рамках національного відбору Мальти MESC 2024 відбулася зйомка та прем'єра музичного кліпу. Офіційний реліз «Loop», в якому була представлена нова версія пісні та кліп, відбувся 14 березня 2024 року на офіційному YouTube-каналі Євробачення. Відео містило нещодавно відзнятий матеріал, а також частини раніше знятого кліпу.

## Пісенний конкурс Євробачення 2024

### Malta Eurovision Song Contest 2024
Громадський мовник Мальти PBS організував двоетапний конкурс із 36 заявками, щоб вибрати свого учасника для Пісенного конкурсу Євробачення 2024. Змагання складалися з чотирьох півфіналів, у кожному з яких брали участь 9 учасників, з кожного з яких 3 пісні проходили до фіналу. Півфінали відбулися 27 жовтня, 3 листопада, 10 листопада та 17 листопада, відбіркові матчі — 24 листопада у вечірньому шоу XOW, а фінал — 3 лютого 2024 року після шестиденного спеціального шоу. У півфіналі було телеголосування, однак точна система чи його результати не розголошувалися. У фіналі переможець визначався голосуванням журі та глядачів із співвідношенням 7:2 на користь журі.
Сару Боннічі оголосили учасницею MESC 2024 18 жовтня 2023 року. «Loop» була виконана під другим номером у першому півфіналі, і здобула кваліфікацію до фіналу 24 листопада. У фіналі Боннічі виступила шостою та перемогла в національному відбори зі 102 балами. Пісня «Loop» посіла перше місце в голосуванні журі та друге в телеголосуванні.

### На Євробаченні
Пісенний конкурс Євробачення 2024 відбудеться на Мальме-Арені в Мальме, Швеція, і складатиметься з двох півфіналів, які пройдуть 7 і 9 травня відповідно, і фіналу 11 травня 2024 року. Під час жеребкування 30 січня 2024 року Мальта потрапила до першої половини другого півфіналу шоу.

## Чарти
| Чарт          | Найвища позиція |
| ------------- | --------------- |
| Мальта (BMAT) | 4               |